# Lithobiidae
Lithobiidae (som liksom ordningen normalt kallas stenkrypare) utgör en familj i klassen enkelfotingar med 85 släkten:

## Utseende
Arterna är mestadels rödbruna, med tillplattade kroppar. De enskilda segmentens ryggplattor är omväxlande smala och breda. Djuren har 15 par ben, varav de sista två är de längsta. De slanka känselspröten smalnar av mot toppen.

## Habitat och levnadssätt
Lithobiidae är marklevande enkelfotingar. De uppehåller sig i fuktiga miljöer, exempelvis under klippblock och trädstammar, in hålor eller också i trädgårdskomposten. De är predatorer som lever på svaga småinsekter, spindlar och gråsuggor. Ibland äter de också svampsporer och vittrande svampar.

## Utbredning
Lithobiidae är utbredda på alla kontinenter utom Antarktis, men den övervägande andelen arterna förekomm i Holarktis. Det är oklart vilka arter som har spritt sig från Palearktis till Nearktis och omvänt. Många arter förekommer också i den orientaliska regionen, andra från Sydafrika och Australien skulle kunna vara introducerade arter. Många arter har beskrivits flera gånger, på grund av deras utbredning på olika kontinenter.

## Yttre systematik
Förutom familjen Lithobiidae innehåller ordningen stenkrypare bara familjen Henicopidae.

## Inre systematik
Släkten
Läget 29 april 2016
- Alaskobius Chamberlin, 1946
- Anodonthobius Matic 1983
- Archethopolys Chamberlin, 1925
- Arebius Chamberlin, 1917
- Arenobius Chamberlin, 1912
- Arkansobius Chamberlin, 1938
- Atethobius Chamberlin, 1915
- Australobius Chamberlin, 1920
- Banobius Chamberlin, 1938
- Bothropolys Wood, 1862
- Calcibius Chamberlin & Wang, 1952
- Cerrobius Chamberlin, 1942
- Cruzobius Chamberlin, 1942
- Dakrobius Zalesskaya, 1975
- Delobius Chamberlin, 1915
- Elattobius Chamberlin, 1941
- Enarthrobius Chamberlin, 1926
- Escimobius Chamberlin, 1949
- Ethopolys Chamberlin, 1912
- Eulithobius Stuxberg, 1875
- Eupolybothrus Verhoeff in Bronn, 1907
- Friobius Chamberlin, 1943
- Gallitobius Chamberlin, 1933
- Garcibius Chamberlin, 1942
- Garibius Chamberlin, 1913
- Georgibius Chamberlin, 1944
- Gonibius Chamberlin, 1925
- Gosibius Chamberlin, 1912
- Guambius Chamberlin, 1912
- Guerrobius Chamberlin, 1942[10]
- Harpolithobius Verhoeff, 1904
- Helembius Chamberlin, 1918
- Hessebius Chamberlin, 1941
- Juanobius Chamberlin, 1928
- Kiberbius Chamberlin, 1917
- Labrobius Chamberlin, 1915
- Liobius Chamberlin & Mulaik, 1940
- Lithobius Leach, 1814
- Llanobius Chamberlin & Mulaik, 1940
- Lobochaetotarsus Verhoeff, 1934
- Lophobius Chamberlin, 1922
- Malbius Chamberlin, 1943
- Mayobius Chamberlin, 1943
- Metalithobius Chamberlin, 1910
- Mexicobius Chamberlin, 1915
- Mexicotarsus Verhoeff, 1934
- Monotarsobius Verhoeff, 1905
- Nadabius Chamberlin, 1913
- Nampabius Chamberlin, 1913
- Neolithobius Stuxberg, 1875
- Nipponobius Chamberlin, 1929
- NothembiusChamberlin, 1917
- Nuevobius Chamberlin, 1941
- Oabius Chamberlin, 1917
- Ottobius Chamberlin, 1952
- Paitobius Chamberlin, 1912
- Paobius Chamberlin, 1922
- Pholobius Chamberlin, 1917
- Photofugia  Hoffer 1937
- Physobius Chamberlin, 1945
- Planobius Chamberlin & Wang, 1952
- Pleurolithobius Verhoeff, 1899
- Pokabius Chamberlin, 1912
- Popobius Chamberlin, 1941
- Pseudolithobius Stuxberg, 1875
- Pterygotergum Verhoeff, 1934
- Schizotergitius Verhoeff, 1930
- Serrobius Causey, 1942
- Shosobius Chamberlin & Wang, 1952
- Simobius Chamberlin, 1922
- Sonibius Chamberlin, 1912
- Sotimpius Chamberlin, 1912
- Sozibius Chamberlin, 1912
- Taiyubius Chamberlin, 1912
- Texobius Chamberlin & Mulaik, 1940
- Tidabius Chamberlin, 1913
- Tigobius Chamberlin, 1917
- Tropobius Chamberlin, 1943
- Typhlobius Chamberlin, 1922
- Uncobius Chamberlin, 1943
- Validifemur Ma, Song & Zhu, 2007[11]
- Vulcanbius Chamberlin, 1943
- Watobius Chamberlin, 1911
- Zinapolys Chamberlin, 1912
- Zygethopolys Chamberlin, 1925